# Gliese 1
Gliese 1 è una piccola stella nana rossa di classe spettrale M, collocata nella costellazione dello Scultore, a circa 14,2 anni luce di distanza dal Sistema solare. Nonostante si tratti di una delle stelle più vicine al Sole, non è visibile ad occhio nudo dalla Terra a causa della bassissima luminosità, ed occorre un piccolo telescopio per osservarla. 
L'elevato moto proprio di questa stella fu documentato per la prima volta da Benjamin Gould nel 1885. Poiché si trova molto vicino all'origine delle coordinate astronomiche dell'ascensione retta nel 1950, divenne la prima stella sia del Catalogo Gliese delle stelle vicine che del Catalogo LHS.
Essa è anche una variabile BY Draconis e come molte altre nane rosse è una variabile a brillamento.